# Clasificación para el Campeonato de Europa Sub-19 de la UEFA 2019
La Clasificación para el Campeonato de Europa Sub-19 de la UEFA 2019 será el torneo que determine los clasificados al Campeonato de Europa Sub-19 de la UEFA 2019, a realizarse en Armenia. La competición constará de dos fases: la primera de ellas, la Ronda de clasificación, iniciará el 10 de octubre y finalizará el 20 de noviembre de 2018; la segunda, llamada Ronda Élite, se disputará en marzo de 2019.
El torneo será disputado por 54 seleccionados y otorgará siete cupos para el Campeonato de Europa Sub-19, al cual Armenia ya se encuentra clasificado por ser la selección local.

## Equipos participantes

### Sorteo
El sorteo de la Ronda de clasificación se realizó el 6 de diciembre de 2017 en la sede de la UEFA ubicada en Nyon, Suiza. A los fines de determinar la conformación de los bombos, se tomaron los coeficientes UEFA que fueron calculados en base a los resultados de cada selección en las Clasificaciones para los Campeonatos de Europa Sub-19 de la UEFA de los años 2014, 2015, 2016 y 2017. Portugal y Alemania accedieron directamente a la Ronda Élite por tener los dos mayores coeficientes, por lo que no formaron parte del sorteo.
| Clasificados directamente a la Ronda Élite | Clasificados directamente a la Ronda Élite | Clasificados directamente a la Ronda Élite |
| #                                          | Selección                                  | Coef.                                      |
| ------------------------------------------ | ------------------------------------------ | ------------------------------------------ |
| 1                                          | Portugal                                   | 24 722                                     |
| 2                                          | Alemania                                   | 22 778                                     |

Las 52 selecciones restantes fueron distribuidas en cuatro bombos de 13 equipos.
| Bombo A | Bombo A         | Bombo A |
| #       | Selección       | Coef.   |
| ------- | --------------- | ------- |
| 3       | Inglaterra      | 21 889  |
| 4       | Austria         | 19 000  |
| 5       | Francia         | 18 556  |
| 6       | Países Bajos    | 17 667  |
| 7       | España          | 16 500  |
| 8       | Ucrania         | 14 833  |
| 9       | República Checa | 14 833  |
| 10      | Serbia          | 14 667  |
| 11      | Rusia           | 14 611  |
| 12      | Italia          | 14 222  |
| 13      | Grecia          | 12 500  |
| 14      | Suecia          | 12 111  |
| 15      | Georgia         | 11 833  |

| Bombo B | Bombo B    | Bombo B |
| #       | Selección  | Coef.   |
| ------- | ---------- | ------- |
| 16      | Croacia    | 11 778  |
| 17      | Israel     | 11 333  |
| 18      | Bélgica    | 11 167  |
| 19      | Turquía    | 11 000  |
| 20      | Bulgaria   | 10 556  |
| 21      | Eslovaquia | 9 833   |
| 22      | Irlanda    | 9 000   |
| 23      | Hungría    | 9 000   |
| 24      | Escocia    | 8 833   |
| 25      | Suiza      | 8 500   |
| 26      | Dinamarca  | 8 500   |
| 27      | Polonia    | 8 167   |
| 28      | Montenegro | 8 000   |

| Bombo C | Bombo C              | Bombo C |
| #       | Selección            | Coef.   |
| ------- | -------------------- | ------- |
| 29      | Noruega              | 7 667   |
| 30      | Bosnia y Herzegovina | 6 833   |
| 31      | Gales                | 6 333   |
| 32      | Eslovenia            | 6 167   |
| 33      | Rumania              | 5 333   |
| 34      | Chipre               | 5 167   |
| 35      | Lituania             | 4 667   |
| 36      | Finlandia            | 4 667   |
| 37      | Irlanda del Norte    | 4 000   |
| 38      | Islandia             | 4 000   |
| 39      | Azerbaiyán           | 4 000   |
| 40      | Bielorrusia          | 3 333   |
| 41      | Macedonia            | 3 333   |

| Bombo D | Bombo D       | Bombo D |
| #       | Selección     | Coef.   |
| ------- | ------------- | ------- |
| 42      | Letonia       | 3 000   |
| 43      | Albania       | 2 667   |
| 44      | Luxemburgo    | 2 667   |
| 45      | Estonia       | 2 667   |
| 46      | Malta         | 2 333   |
| 47      | Andorra       | 1 333   |
| 48      | Islas Feroe   | 1 333   |
| 49      | Moldavia      | 1 000   |
| 50      | Liechtenstein | 0 333   |
| 51      | Gibraltar     | 0 333   |
| 52      | Kazajistán    | 0 333   |
| 53      | San Marino    | 0 000   |
| 54      | Kosovo        | –       |

Por cuestiones políticas, se determinó que no se presenten las siguientes selecciones en un mismo grupo:
- España y  Gibraltar;
- Serbia y  Kosovo;
- Bosnia y Herzegovina y  Kosovo.

## Formato de competición
El torneo clasificatorio constará de dos rondas.
En la primera ronda o Ronda de clasificación las 52 selecciones participantes fueron clasificadas en trece grupos de cuatro equipos. Todos los grupos se desarrollarán bajo un sistema de todos contra todos a una sola rueda, determinándose una selección que actuará como sede para todos los partidos de la zona. Los equipos se clasificarán de acuerdo a los puntos obtenidos, otorgados de la siguiente manera:
Si dos o más equipos terminan sus partidos empatados a puntos, se aplicarán los siguientes criterios de desempate:
- Mayor cantidad de puntos obtenidos en los partidos entre los equipos en cuestión.
- Mayor diferencia de goles en los partidos entre los equipos en cuestión.
- Mayor cantidad de goles marcados en los partidos entre los equipos en cuestión.
- Mayor diferencia de goles en todos los partidos de grupo.
- Mayor cantidad de goles marcados en todos los partidos de grupo.
- Menor cantidad de puntos de juego limpio, calculados en base a la cantidad total de tarjetas amarillas y rojas recibidas en todos los partidos de grupo, contabilizándose:
  - 1 punto por cada tarjeta amarilla;
  - 3 puntos por cada expulsión producto de dos tarjetas amarillas;
  - 3 puntos por cada expulsión producto de una tarjeta roja.
- Mejor posición en el Ranking de Coeficientes.
- Sorteo de la delegación de la UEFA.

Solamente en caso de que dos equipos se enfrenten en el último partido de la zona y finalicen en igualdad de condiciones tras haberse aplicado los cinco primeros criterios de desempate, se realizarán tiros desde el punto penal entre ambos para determinar a la selección mejor posicionada.
Al término de todos los partidos de la Ronda de clasificación, las selecciones que se clasifiquen en el primer y segundo lugar de sus respectivos grupos accederán a la Ronda Élite.
En la Ronda Élite, Portugal y Alemania se unirán a los veintiséis seleccionados procedentes de la Ronda de clasificación, y se conformarán siete grupos de cuatro equipos. Al igual que en la fase anterior, se desarrollará el sistema de todos contra todos a una sola rueda disputándose todos los encuentros del grupo en una sola sede, y se aplicarán los mismos criterios de desempate ante la igualdad en puntos. Finalizados todos los partidos de la Ronda Élite, las selecciones ubicadas en el primer lugar de cada grupo clasificarán al Campeonato de Europa Sub-19 de la UEFA 2019.

## Ronda de clasificación
En cada grupo, los horarios son correspondientes a la hora local del país sede.
     — Clasificados a la Ronda Élite.

### Grupo 1
Sede:  Georgia
| Selección     | Pts | PJ | PG | PE | PP | GF | GC | Dif |
| ------------- | --- | -- | -- | -- | -- | -- | -- | --- |
| Israel        | 7   | 3  | 2  | 1  | 0  | 7  | 3  | +4  |
| Azerbaiyán    | 6   | 3  | 2  | 0  | 1  | 6  | 5  | +1  |
| Georgia       | 4   | 3  | 1  | 1  | 1  | 9  | 3  | +6  |
| Liechtenstein | 0   | 3  | 0  | 0  | 2  | 1  | 12 | -11 |

| 14 de noviembre de 2018, 11:00 | Azerbaiyán    | 1:4 (0:2) | Israel                                    | Estadio Mikheil Meskhi 2, Tbilisi, Georgia |                             |
|                                | - Gasimov 82' | Reporte   | - 9' Kanaan - 28' Masarwa - 56', 64' Arad | Árbitro(s): Erik Lambrechts                | Árbitro(s): Erik Lambrechts |

| 14 de noviembre de 2018, 14:00 | Georgia                                                                                            | 7:0 (2:0) | Liechtenstein | Estadio Mikheil Meskhi, Tbilisi, Georgia |                            |
|                                | - Davitashvili 18' - Guliashvili 23', 49', 51' - Kvaratskhelia 52' - Babunadze 63' - Ivaniadze 80' | Reporte   |               | Árbitro(s): Lionel Tschudi               | Árbitro(s): Lionel Tschudi |

| 17 de noviembre de 2018, 11:00 | Israel                   | 2:1 (1:0) | Liechtenstein     | Estadio Mikheil Meskhi 2, Tbilisi, Georgia |                            |
|                                | - Abada 10' - Karzev 83' | Reporte   | - 55' Unterrainer | Árbitro(s): Lionel Tschudi                 | Árbitro(s): Lionel Tschudi |

| 17 de noviembre de 2018, 14:00 | Georgia            | 1:2 (1:0) | Azerbaiyán                    | Estadio Mikheil Meskhi , Tbilisi, Georgia |                            |
|                                | - Kharabadze 45+1' | Reporte   | - 66' Bayramov - 70' Mardanov | Árbitro(s): Donatas Rumšas                | Árbitro(s): Donatas Rumšas |

| 20 de noviembre de 2018, 14:00 | Israel              | 1:1 (1:1) | Georgia            | Estadio Mikheil Meskhi , Tbilisi, Georgia |                            |
|                                | - Karzev 42' (pen.) | Reporte   | - 17' Davitashvili | Árbitro(s): Donatas Rumšas                | Árbitro(s): Donatas Rumšas |

| 20 de noviembre de 2018, 14:00 | Liechtenstein | 0:3 (0:1) | Azerbaiyán                        | Estadio Mikheil Meskhi 2, Tbilisi, Georgia |                             |
|                                |               | Reporte   | - 14' Mahmudov - 64', 69' Guliyev | Árbitro(s): Erik Lambrechts                | Árbitro(s): Erik Lambrechts |

### Grupo 2
Sede:  Estonia
| Selección | Pts | PJ | PG | PE | PP | GF | GC | Dif |
| --------- | --- | -- | -- | -- | -- | -- | -- | --- |
| Italia    | 9   | 3  | 3  | 0  | 0  | 7  | 0  | +7  |
| Dinamarca | 4   | 3  | 1  | 1  | 1  | 3  | 1  | +2  |
| Finlandia | 2   | 3  | 0  | 2  | 1  | 0  | 3  | -3  |
| Estonia   | 1   | 3  | 0  | 1  | 2  | 0  | 6  | -6  |

| 10 de octubre de 2018, 15:00 (EEST) | Italia                                     | 3:0 (2:0) | Estonia | Rakvere Linnastaadion, Rakvere, Estonia |                        |
|                                     | - G. Raspadori 11', 87' - M. Portanova 25' | Reporte   |         | Árbitro(s): Pavel Orel                  | Árbitro(s): Pavel Orel |

| 10 de octubre de 2018, 15:00 (EEST) | Finlandia | 0:0     | Dinamarca | Estadio Kadriorg, Tallin, Estonia |                          |
|                                     |           | Reporte |           | Árbitro(s): Nikola Popov          | Árbitro(s): Nikola Popov |

| 13 de octubre de 2018, 15:00 (EEST) | Italia                                                           | 3:0 (2:0) | Finlandia | Estadio Kadriorg, Tallin, Estonia |                           |
|                                     | - J. Kytilä 4' (a.g.) - A. Riccardi 24' - D. Bettella 80' (pen.) | Reporte   |           | Árbitro(s): Alain Durieux         | Árbitro(s): Alain Durieux |

| 13 de octubre de 2018, 15:00 (EEST) | Dinamarca                                                | 3:0 (0:0) | Estonia | Rakvere Linnastaadion, Rakvere, Estonia |                        |
|                                     | - N. Madsen 48' (pen.) - V. Jensen 78' - M. Kaastrup 87' | Reporte   |         | Árbitro(s): Pavel Orel                  | Árbitro(s): Pavel Orel |

| 16 de octubre de 2018, 15:00 (EEST) | Dinamarca | 0:1 (0:1) | Italia        | Estadio Kadriorg, Tallin, Estonia |                          |
|                                     |           | Reporte   | - 9' G. Corbo | Árbitro(s): Nikola Popov          | Árbitro(s): Nikola Popov |

| 16 de octubre de 2018, 15:00 (EEST) | Estonia | 0:0     | Finlandia | Rakvere Linnastaadion, Rakvere, Estonia |                           |
|                                     |         | Reporte |           | Árbitro(s): Alain Durieux               | Árbitro(s): Alain Durieux |

### Grupo 3
Sede:  República Checa
| Selección           | Pts | PJ | PG | PE | PP | GF | GC | Dif |
| ------------------- | --- | -- | -- | -- | -- | -- | -- | --- |
| República Checa     | 7   | 3  | 2  | 1  | 0  | 6  | 4  | 2   |
| Croacia             | 5   | 3  | 1  | 2  | 0  | 5  | 4  | 1   |
| Macedonia del Norte | 4   | 3  | 1  | 1  | 1  | 4  | 3  | 1   |
| Luxemburgo          | 0   | 3  | 0  | 0  | 3  | 2  | 6  | -4  |

| 14 de noviembre de 2018, 14:00 | Macedonia       | 1:1 (1:0) | Croacia      | SK Hanácká Slavia Kroměříž, Kroměříž, República Checa |                             |
|                                | - Churlinov 11' | Reporte   | - 55' Šutalo | Árbitro(s): Kirill Levnikov                           | Árbitro(s): Kirill Levnikov |

| 14 de noviembre de 2018, 17:00 | República Checa                   | 2:1 (1:1) | Luxemburgo   | Estadio Letná, Zlín, República Checa |                                 |
|                                | - Pachlopník 4' - Heidenreich 56' | Reporte   | - 16' Schaus | Árbitro(s): Timotheos Christofi      | Árbitro(s): Timotheos Christofi |

| 17 de noviembre de 2018, 14:00 | Croacia                               | 2:1 (0:0) | Luxemburgo   | Estadio Letná, Zlín, República Checa |                                 |
|                                | - A. Marin 42' - Palaversa 80' (pen.) | Reporte   | - 72' Olesen | Árbitro(s): Timotheos Christofi      | Árbitro(s): Timotheos Christofi |

| 17 de noviembre de 2018, 17:00 | República Checa               | 2:1 (1:0) | Macedonia          | SK Hanácká Slavia Kroměříž, Kroměříž, República Checa |                             |
|                                | - Zlatohlávek 24' - Kušej 54' | Reporte   | - 67' Gjorgjievski | Árbitro(s): Nicolas Laforge                           | Árbitro(s): Nicolas Laforge |

| 20 de noviembre de 2018, 17:00 | Croacia                    | 2:2 (1:1) | República Checa            | Estadio Letná, Zlín, República Checa |                             |
|                                | - Šego 34' - Palaversa 89' | Reporte   | - 42' Slaměna - 53' Fukala | Árbitro(s): Kirill Levnikov          | Árbitro(s): Kirill Levnikov |

| 20 de noviembre de 2018, 17:00 | Luxemburgo | 0:2 (0:1) | Macedonia                     | SK Hanácká Slavia Kroměříž, Kroměříž, República Checa |                             |
|                                |            | Reporte   | - 19' Taleski - 72' Fazlagikj | Árbitro(s): Nicolas Laforge                           | Árbitro(s): Nicolas Laforge |

### Grupo 4
Sede:  Gales
| Selección  | Pts | PJ | PG | PE | PP | GF | GC | Dif |
| ---------- | --- | -- | -- | -- | -- | -- | -- | --- |
| Escocia    | 7   | 3  | 2  | 1  | 0  | 9  | 3  | 6   |
| Gales      | 6   | 3  | 2  | 0  | 1  | 5  | 3  | 2   |
| Suecia     | 4   | 3  | 1  | 1  | 1  | 5  | 5  | 0   |
| San Marino | 0   | 3  | 0  | 0  | 3  | 1  | 9  | -8  |

| 14 de noviembre de 2018, 17:00 | Suecia                                    | 2:1 (0:0) | San Marino    | Nantporth, Bangor, Gales    |                             |
|                                | - Mbunga Kimpioka 54' - Moretti 60' (a.g) | Reporte   | - 67' Moretti | Árbitro(s): Alexandr Aliyev | Árbitro(s): Alexandr Aliyev |

| 14 de noviembre de 2018, 18:00 | Gales             | 1:2 (0:0) | Escocia                                  | Belle Vue, Rhyl, Gales    |                           |
|                                | - N. Williams 68' | Reporte   | - 60' (a.g.) Cooper - 85' (pen.) Gilmour | Árbitro(s): Juri Frischer | Árbitro(s): Juri Frischer |

| 17 de noviembre de 2018, 15:00 | Escocia                                                              | 5:0 (4:0) | San Marino | Belle Vue, Rhyl, Gales      |                             |
|                                | - Awokoya-Mebude 21' - Aitchison 23', 40' - Gilmour 35' - Ross 90+2' | Reporte   |            | Árbitro(s): Alexandr Aliyev | Árbitro(s): Alexandr Aliyev |

| 17 de noviembre de 2018, 16:00 | Suecia                | 1:2 (1:1) | Gales                       | Nantporth, Bangor, Gales    |                             |
|                                | - Mbunga Kimpioka 31' | Reporte   | - 13' J. Adams - 63' Norton | Árbitro(s): Dumitri Muntean | Árbitro(s): Dumitri Muntean |

| 20 de noviembre de 2018, 16:00 | Escocia                         | 2:2 (1:0) | Suecia                  | Belle Vue, Rhyl, Gales    |                           |
|                                | - Gilmour 20' (pen.) - Watt 83' | Reporte   | - 71' Ousou - 73' Vagic | Árbitro(s): Juri Frischer | Árbitro(s): Juri Frischer |

| 20 de noviembre de 2018, 16:00 | San Marino | 0:2 (0:0) | Gales                     | Nantporth, Bangor, Gales    |                             |
|                                |            | Reporte   | - 52' Collins - 83' Bowen | Árbitro(s): Dumitri Muntean | Árbitro(s): Dumitri Muntean |

### Grupo 5
Sede:  Turquía
| Selección  | Pts | PJ | PG | PE | PP | GF | GC | Dif |
| ---------- | --- | -- | -- | -- | -- | -- | -- | --- |
| Turquía    | 6   | 3  | 2  | 0  | 1  | 5  | 2  | +3  |
| Inglaterra | 6   | 3  | 2  | 0  | 1  | 7  | 2  | +5  |
| Islandia   | 4   | 3  | 1  | 1  | 1  | 4  | 5  | -1  |
| Moldavia   | 1   | 3  | 0  | 1  | 2  | 1  | 8  | -7  |

| 14 de noviembre de 2018, 10:00 | Inglaterra                                                | 4:0 (1:0) | Moldavia | Complejo Deportivo Arslan Zeki Demirci 2, Manavgat, Turquía |                          |
|                                | - Gallagher 24' - Loader 65' - Saka 85' - Sessegnon 90+7' | Reporte   |          | Árbitro(s): Glenn Nyberg                                    | Árbitro(s): Glenn Nyberg |

| 14 de noviembre de 2018, 15:00 | Islandia                          | 2:1 (1:0) | Turquía       | Complejo Deportivo Arslan Zeki Demirci 1, Manavgat, Turquía |                         |
|                                | - Willumsson 39' - Gudjohnsen 84' | Reporte   | - 90+3' Akgün | Árbitro(s): Mario Zebec                                     | Árbitro(s): Mario Zebec |

| 17 de noviembre de 2018, 10:00 | Inglaterra                        | 3:1 (1:1) | Islandia       | Complejo Deportivo Arslan Zeki Demirci 2, Manavgat, Turquía |                             |
|                                | - Sessegnon 13' - Walker 55', 77' | Reporte   | - 34' Ólafsson | Árbitro(s): Fabio Verissimo                                 | Árbitro(s): Fabio Verissimo |

| 17 de noviembre de 2018, 15:00 | Turquía                            | 3:0 (1:0) | Moldavia | Complejo Deportivo Arslan Zeki Demirci 1, Manavgat, Turquía |                          |
|                                | - Uzun 6' - Taşkın 49' - Akyuz 74' | Reporte   |          | Árbitro(s): Glenn Nyberg                                    | Árbitro(s): Glenn Nyberg |

| 20 de noviembre de 2018, 13:00 | Turquía     | 1:0 (0:0) | Inglaterra | Complejo Deportivo Arslan Zeki Demirci 1, Manavgat, Turquía |                             |
|                                | - Takir 72' | Reporte   |            | Árbitro(s): Fabio Verissimo                                 | Árbitro(s): Fabio Verissimo |

| 20 de noviembre de 2018, 13:00 | Moldavia      | 1:1 (0:1) | Islandia         | Complejo Deportivo Arslan Zeki Demirci 2, Manavgat, Turquía |                         |
|                                | - Conohov 85' | Reporte   | - 13' Gudjohnsen | Árbitro(s): Mario Zebec                                     | Árbitro(s): Mario Zebec |

### Grupo 6
Sede:  Malta
| Selección | Pts | PJ | PG | PE | PP | GF | GC | Dif |
| --------- | --- | -- | -- | -- | -- | -- | -- | --- |
| Francia   | 7   | 3  | 2  | 1  | 0  | 10 | 2  | +8  |
| Bélgica   | 5   | 3  | 1  | 2  | 0  | 8  | 3  | +5  |
| Malta     | 4   | 3  | 1  | 1  | 1  | 3  | 3  | 0   |
| Lituania  | 0   | 3  | 0  | 0  | 3  | 1  | 14 | -13 |

| 14 de noviembre de 2018, 11:00 | Francia   | 1:0 (1:0) | Malta | Centenario (Ta' Qali), Ta' Qali, Malta |                          |
|                                | - Abi 35' | Reporte   |       | Árbitro(s): Duje Strukan               | Árbitro(s): Duje Strukan |

| 14 de noviembre de 2018, 14:15 | Lituania | 0:5 (0:2) | Bélgica                                                                  | Centenario (Ta' Qali), Ta' Qali, Malta |                                |
|                                |          | Reporte   | - 29' (pen.) Openda - 38' (a.g.) Mockus - 58' Lutonda - 72', 80' Reyners | Árbitro(s): Zaven Hovhannisyan         | Árbitro(s): Zaven Hovhannisyan |

| 17 de noviembre de 2018, 11:00 | Francia                                                                                  | 7:0 (5:0) | Lituania | Centenario (Ta' Qali), Ta' Qali, Malta |                           |
|                                | - Solet 3' - Isidor 6', 23' (pen.), 89' (pen.) - Koyalipou 20' - Caqueret 44' - Diop 87' | Reporte   |          | Árbitro(s): Ali Palabıyık              | Árbitro(s): Ali Palabıyık |

| 17 de noviembre de 2018, 14:15 | Bélgica             | 1:1 (1:1) | Malta                    | Centenario (Ta' Qali), Ta' Qali, Malta |                          |
|                                | - Schoonbaert 45+1' | Reporte   | - 11' (a.g.) Schoonbaert | Árbitro(s): Duje Strukan               | Árbitro(s): Duje Strukan |

| 20 de noviembre de 2018, 00:00 | Bélgica                         | 2:2 (2:1) | Francia                     | Centenario (Ta' Qali), Ta' Qali, Malta |                           |
|                                | - Lloci 10' - Openda 40' (pen.) | Reporte   | - 8' Koyalipou - 76' Isidor | Árbitro(s): Ali Palabıyık              | Árbitro(s): Ali Palabıyık |

| 20 de noviembre de 2018, 00:00 | Malta                       | 2:1 (0:1) | Lituania     | Centenario (Ta' Qali), Ta' Qali, Malta |                                |
|                                | - Satariano 52' - Grima 65' | Reporte   | - 12' Anisas | Árbitro(s): Zaven Hovhannisyan         | Árbitro(s): Zaven Hovhannisyan |

### Grupo 7
Sede:  Hungría
| Selección | Pts | PJ | PG | PE | PP | GF | GC | Dif |
| --------- | --- | -- | -- | -- | -- | -- | -- | --- |
| Hungría   | 7   | 3  | 2  | 1  | 0  | 4  | 2  | +2  |
| Eslovenia | 4   | 3  | 1  | 1  | 1  | 7  | 5  | +2  |
| Austria   | 2   | 3  | 0  | 2  | 1  | 3  | 4  | -1  |
| Kosovo    | 2   | 3  | 0  | 2  | 1  | 1  | 4  | -3  |

| 10 de octubre de 2018, 15:30 | Austria | 0:0     | Kosovo | III. Kerületi TVE, Budapest, Hungría |                              |
|                              |         | Reporte |        | Árbitro(s): Peter Kjaesgaard         | Árbitro(s): Peter Kjaesgaard |

| 10 de octubre de 2018, 20:15 | Eslovenia      | 1:2 (1:0) | Hungría                            | Estadio Nándor Hidegkuti, Budapest, Hungría |                           |
|                              | - A. Matko 14' | Reporte   | - 60' D. Szoboszlai - 66' S. Schön | Árbitro(s): Tomasz Musiał                   | Árbitro(s): Tomasz Musiał |

| 13 de octubre de 2018, 15:30 | Austria                             | 2:2 (0:2) | Eslovenia                        | Csákvár Városi Stadion, Csákvár, Hungría |                            |
|                              | - R. Schmid 48' - A. Aganovic 90+1' | Reporte   | - 15' T. Svetlin - 34' L. Štravs | Árbitro(s): Jérôme Brisard               | Árbitro(s): Jérôme Brisard |

| 13 de octubre de 2018, 19:30 | Hungría | 0:0     | Kosovo | Globall Football Park, Telki, Hungría |                              |
|                              |         | Reporte |        | Árbitro(s): Peter Kjaesgaard          | Árbitro(s): Peter Kjaesgaard |

| 16 de octubre de 2018, 15:30 | Hungría                            | 2:1 (1:1) | Austria         | Globall Football Park, Telki, Hungría |                            |
|                              | - A. Torvund 21' - N. Timári 90+4' | Reporte   | - 13' T. Anselm | Árbitro(s): Jérôme Brisard            | Árbitro(s): Jérôme Brisard |

| 16 de octubre de 2018, 15:30 | Kosovo          | 1:4 (0:2) | Eslovenia                                       | Csákvár Városi Stadion, Csákvár, Hungría |                           |
|                              | - G. Limani 54' | Reporte   | - 40' (pen.), 57', 88' A. Matko - 42' N. Prelec | Árbitro(s): Tomasz Musiał                | Árbitro(s): Tomasz Musiał |

### Grupo 8
Sede:  Albania
| Selección  | Pts | PJ | PG | PE | PP | GF | GC | Dif |
| ---------- | --- | -- | -- | -- | -- | -- | -- | --- |
| Ucrania    | 6   | 3  | 2  | 0  | 1  | 6  | 3  | +3  |
| Noruega    | 6   | 3  | 2  | 0  | 1  | 4  | 3  | +1  |
| Eslovaquia | 6   | 3  | 2  | 0  | 1  | 6  | 5  | +1  |
| Albania    | 0   | 3  | 0  | 0  | 3  | 0  | 5  | -5  |

| 10 de octubre de 2018, 12:00 | Noruega         | 1:2 (0:0) | Eslovaquia            | Abdurrahman Roza Haxhiu Stadium, Lushnjë, Albania |                             |
|                              | - M. Ugland 80' | Reporte   | - 53', 70' D. Strelec | Árbitro(s): Paul Mclaughlin                       | Árbitro(s): Paul Mclaughlin |

| 10 de octubre de 2018, 14:00 | Ucrania         | 1:0 (0:0) | Albania | Estadio Niko Dovana, Durrës, Albania |                               |
|                              | - M. Mudryk 85' | Reporte   |         | Árbitro(s): Mohammed Al-Hakim        | Árbitro(s): Mohammed Al-Hakim |

| 13 de octubre de 2018, 12:00 | Eslovaquia                       | 3:0 (3:0) | Albania | Estadio Niko Dovana, Durrës, Albania |                               |
|                              | - M. Kmeť 7', 30' - J. Kadák 32' | Reporte   |         | Árbitro(s): Mohammed Al-Hakim        | Árbitro(s): Mohammed Al-Hakim |

| 13 de octubre de 2018, 14:00 | Ucrania        | 1:2 (0:2) | Noruega                           | Abdurrahman Roza Haxhiu Stadium, Lushnjë, Albania |                            |
|                              | - R. Liakh 82' | Reporte   | - 23' E. Botheim - 30' E. Sandvik | Árbitro(s): Horatiu Fesnic                        | Árbitro(s): Horatiu Fesnic |

| 16 de octubre de 2018, 14:00 | Eslovaquia   | 1:4 (1:3) | Ucrania                                                                         | Abdurrahman Roza Haxhiu Stadium, Lushnjë, Albania |                             |
|                              | - M. Gono 1' | Reporte   | - 11' I. Isaienko - 35' D. Sikan - 45+2' (pen.) M. Mudryk - 70' H. Tsitaishvili | Árbitro(s): Paul Mclaughlin                       | Árbitro(s): Paul Mclaughlin |

| 16 de octubre de 2018, 14:00 | Albania | 0:1 (0:1) | Noruega          | Estadio Niko Dovana, Durrës, Albania |                            |
|                              |         | Reporte   | - 31' E. Botheim | Árbitro(s): Horatiu Fesnic           | Árbitro(s): Horatiu Fesnic |

### Grupo 9
Sede:  Irlanda del Norte
| Selección         | Pts | PJ | PG | PE | PP | GF | GC | Dif |
| ----------------- | --- | -- | -- | -- | -- | -- | -- | --- |
| Serbia            | 7   | 3  | 2  | 1  | 0  | 9  | 4  | +5  |
| Polonia           | 4   | 3  | 1  | 1  | 1  | 5  | 4  | +1  |
| Irlanda del Norte | 4   | 3  | 1  | 1  | 1  | 4  | 5  | -1  |
| Kazajistán        | 1   | 3  | 0  | 1  | 2  | 4  | 9  | -5  |

| 14 de noviembre de 2018, 15:00 | Serbia                             | 2:2 (0:2) | Kazajistán                        | Stangmore Park, Dungannon, Irlanda del Norte |                           |
|                                | - Vlahović 54' - Vidosavljević 78' | Reporte   | - 26' Skvortsov - 33' Zhakipbayev | Árbitro(s): Michal Ocenáš                    | Árbitro(s): Michal Ocenáš |

| 14 de noviembre de 2018, 20:00 | Irlanda del Norte | 0:0     | Polonia | Shamrock Park, Portadown, Irlanda del Norte |                          |
|                                |                   | Reporte |         | Árbitro(s): Irfan Peljto                    | Árbitro(s): Irfan Peljto |

| 17 de noviembre de 2018, 15:00 | Polonia                                                          | 4:0 (2:0) | Kazajistán | Shamrock Park, Belfast, Irlanda del Norte |                           |
|                                | - Nawrocki 15' - Żurawski 45' - Bogusz 71' - Kiwior 90+1' (pen.) | Reporte   |            | Árbitro(s): Michal Ocenáš                 | Árbitro(s): Michal Ocenáš |

| 17 de noviembre de 2018, 20:00 | Serbia                                                  | 3:1 (0:1) | Irlanda del Norte | The Oval, Belfast, Irlanda del Norte |                                   |
|                                | - Vidosavljević 52' (pen.) - Kamenović 64' - Terzić 69' | Reporte   | - 10' Palmer      | Árbitro(s): Farrugia Cann Trustin    | Árbitro(s): Farrugia Cann Trustin |

| 20 de noviembre de 2018, 14:00 | Polonia               | 1:4 (1:2) | Serbia                                                 | The Showgrounds, Coleraine, Irlanda del Norte |                          |
|                                | - Zvekanov 25' (a.g.) | Reporte   | - 9' (a.g.) Grabowski - 36', 52' Vlahović - 49' Terzić | Árbitro(s): Irfan Peljto                      | Árbitro(s): Irfan Peljto |

| 20 de noviembre de 2018, 14:00 | Kazajistán                    | 2:3 (1:0) | Irlanda del Norte                              | Shamrock Park, Portadown, Irlanda del Norte |                                   |
|                                | - Skvortsov 3' - Kenessov 59' | Reporte   | - 46' Robinson - 78' Mcconnell - 87' Mccalmont | Árbitro(s): Farrugia Cann Trustin           | Árbitro(s): Farrugia Cann Trustin |

### Grupo 10
Sede:  Irlanda
| Selección            | Pts | PJ | PG | PE | PP | GF | GC | Dif |
| -------------------- | --- | -- | -- | -- | -- | -- | -- | --- |
| Irlanda              | 9   | 3  | 3  | 0  | 0  | 8  | 2  | +6  |
| Países Bajos         | 6   | 3  | 2  | 0  | 1  | 12 | 2  | +10 |
| Bosnia y Herzegovina | 3   | 3  | 1  | 0  | 2  | 3  | 10 | -7  |
| Islas Feroe          | 0   | 3  | 0  | 0  | 3  | 1  | 10 | -9  |

| 10 de octubre de 2018, 16:00 | Bosnia y Herzegovina | 1:3 (0:0) | Irlanda                                              | Flancare Park, Longford, Irlanda |                         |
|                              | - M. Božić 78'       | Reporte   | - 56' W. Ferry - 66' (pen.) T. Parrott - 74' A. Idah | Árbitro(s): Filip Glova          | Árbitro(s): Filip Glova |

| 10 de octubre de 2018, 20:00 | Países Bajos                                                          | 5:0 (2:0) | Islas Feroe | Eamonn Deacy Park, Galway, Irlanda |                               |
|                              | - O. Kökcü 43' - W. Burger 45' - M. Mallahi 53', 62' - D. Redan 90+4' | Reporte   |             | Árbitro(s): Giorgi Kruashvili      | Árbitro(s): Giorgi Kruashvili |

| 13 de octubre de 2018, 16:00 | Irlanda                                    | 3:0 (0:0) | Islas Feroe | Flancare Park, Longford, Irlanda |                               |
|                              | - T. Parrott 67' (pen.), 77', 90+4' (pen.) | Reporte   |             | Árbitro(s): Giorgi Kruashvili    | Árbitro(s): Giorgi Kruashvili |

| 13 de octubre de 2018, 20:00 | Países Bajos                                                                 | 6:0 (4:0) | Bosnia y Herzegovina | Eamonn Deacy Park, Galway, Irlanda |                               |
|                              | - D. Redan 5', 9' (pen.), 38', 76' (pen.) - M. Ihattaren 30' - J. Timber 60' | Reporte   |                      | Árbitro(s): Julian Weinberger      | Árbitro(s): Julian Weinberger |

| 16 de octubre de 2018, 14:00 | Irlanda                      | 2:1 (1:1) | Países Bajos     | Flancare Park, Longford, Irlanda |                         |
|                              | - A. Idah 29' - W. Ferry 70' | Reporte   | - 15' O. Romenij | Árbitro(s): Filip Glova          | Árbitro(s): Filip Glova |

| 16 de octubre de 2018, 14:00 | Islas Feroe       | 1:2 (1:2) | Bosnia y Herzegovina       | Eamonn Deacy Park, Galway, Irlanda |                               |
|                              | - H. Sørensen 27' | Reporte   | - 37', 43' (pen.) A. Hasić | Árbitro(s): Julian Weinberger      | Árbitro(s): Julian Weinberger |

### Grupo 11
Sede:  Chipre
| Selección  | Pts | PJ | PG | PE | PP | GF | GC | Dif |
| ---------- | --- | -- | -- | -- | -- | -- | -- | --- |
| Rusia      | 7   | 3  | 2  | 1  | 0  | 5  | 1  | +4  |
| Chipre     | 4   | 3  | 1  | 1  | 1  | 1  | 2  | -1  |
| Letonia    | 4   | 3  | 1  | 1  | 1  | 3  | 3  | 0   |
| Montenegro | 1   | 3  | 0  | 1  | 2  | 1  | 4  | -3  |

| 13 de noviembre de 2018, 11:00 | Chipre | 0:0     | Montenegro | Estadio Municipal de Peyia, Peyia, Chipre |                           |
|                                |        | Reporte |            | Árbitro(s): Cătălin Gaman                 | Árbitro(s): Cătălin Gaman |

| 13 de noviembre de 2018, 13:30 | Rusia          | 1:1 (1:0) | Letonia       | Estadio Pafiako, Paphos, Chipre |                               |
|                                | - Agalarov 31' | Reporte   | - Ķiršs 90+2' | Árbitro(s): Ola Hobber Nilsen   | Árbitro(s): Ola Hobber Nilsen |

| 16 de noviembre de 2018, 11:00 | Rusia                         | 2:0 (1:0) | Chipre | Estadio Municipal de Peyia, Peyia, Chipre |                            |
|                                | - Moskvichev 45' - Maslov 57' | Reporte   |        | Árbitro(s): Petri Viljanen                | Árbitro(s): Petri Viljanen |

| 16 de noviembre de 2018, 11:00 | Montenegro          | 1:2 (0:1) | Letonia                      | Estadio Pafiako, Paphos, Chipre |                           |
|                                | - Grubac 57' (pen.) | Reporte   | - 10' Lūsiņš - 81' Zelenkovs | Árbitro(s): Cătălin Gaman       | Árbitro(s): Cătălin Gaman |

| 19 de noviembre de 2018, 11:00 | Montenegro | 0:2 (0:1) | Rusia                         | Estadio Pafiako, Paphos, Chipre |                               |
|                                |            | Reporte   | - 13' Umyarov - 75' Zhironkin | Árbitro(s): Ola Hobber Nilsen   | Árbitro(s): Ola Hobber Nilsen |

| 19 de noviembre de 2018, 11:00 | Letonia | 0:1 (0:1) | Chipre                 | Estadio Municipal de Peyia, Peyia, Chipre |                            |
|                                |         | Reporte   | - 28' (a.g.) Korotkovs | Árbitro(s): Petri Viljanen                | Árbitro(s): Petri Viljanen |

### Grupo 12
País:  Suiza
| Selección   | Pts | PJ | PG | PE | PP | GF | GC | Dif |
| ----------- | --- | -- | -- | -- | -- | -- | -- | --- |
| España      | 9   | 3  | 3  | 0  | 0  | 10 | 1  | +9  |
| Suiza       | 6   | 3  | 2  | 0  | 1  | 4  | 2  | +2  |
| Bielorrusia | 3   | 3  | 1  | 0  | 2  | 2  | 4  | -2  |
| Andorra     | 0   | 3  | 0  | 0  | 3  | 0  | 9  | -9  |

| 10 de octubre de 2018, 13:00 | España                                                                                | 5:0 (3:0) | Andorra | Leichtathletikstadion St. Jakob, Basilea, Suiza |                          |
|                              | - R. López 13' - A. Ruiz 21' (pen.) - F. Torres 32' - Iván Jaime 50' - P. Morilla 63' | Reporte   |         | Árbitro(s): Nenad Djokić                        | Árbitro(s): Nenad Djokić |

| 10 de octubre de 2018, 18:00 | Bielorrusia | 0:1 (0:0) | Suiza                 | Leichtathletikstadion St. Jakob, Basilea, Suiza |                                   |
|                              |             | Reporte   | - 68' (pen.) K. Imeri | Árbitro(s): Anastasios Papapetrou               | Árbitro(s): Anastasios Papapetrou |

| 13 de octubre de 2018, 11:00 | España                                      | 3:0 (2:0) | Bielorrusia | Leichtathletikstadion St. Jakob, Basilea, Suiza |                          |
|                              | - A. Ruiz 4' - A. Blanco 28' - S. Gómez 60' | Reporte   |             | Árbitro(s): Alper Ulusoy                        | Árbitro(s): Alper Ulusoy |

| 13 de octubre de 2018, 16:00 | Suiza                                 | 2:0 (1:0) | Andorra | Leichtathletikstadion St. Jakob, Basilea, Suiza |                          |
|                              | - N. Okafor 27' (pen.) - E. Isufi 53' | Reporte   |         | Árbitro(s): Nenad Djokić                        | Árbitro(s): Nenad Djokić |

| 16 de octubre de 2018, 18:00 | Suiza             | 1:2 (0:0) | España               | Leichtathletikstadion St. Jakob, Basilea, Suiza |                                   |
|                              | - Y. Marchand 62' | Reporte   | - 57', 80' F. Torres | Árbitro(s): Anastasios Papapetrou               | Árbitro(s): Anastasios Papapetrou |

| 16 de octubre de 2018, 18:00 | Andorra | 0:2 (0:1) | Bielorrusia                      | Stadion Rankhof, Basilea, Suiza |                          |
|                              |         | Reporte   | - 7' P. Gorbach - 62' R. Vegerya | Árbitro(s): Alper Ulusoy        | Árbitro(s): Alper Ulusoy |

### Grupo 13
Sede:  Bulgaria
| Selección | Pts | PJ | PG | PE | PP | GF | GC | Dif |
| --------- | --- | -- | -- | -- | -- | -- | -- | --- |
| Grecia    | 9   | 3  | 3  | 0  | 0  | 12 | 3  | +9  |
| Rumania   | 4   | 3  | 1  | 1  | 1  | 12 | 6  | +6  |
| Bulgaria  | 4   | 3  | 1  | 1  | 1  | 7  | 4  | +3  |
| Gibraltar | 0   | 3  | 0  | 0  | 3  | 0  | 18 | -18 |

| 14 de noviembre de 2018, 13:30 | Grecia                                            | 4:0 (3:0) | Gibraltar | Estadio Trace Arena, Stara Zagora, Bulgaria |                           |
|                                | - Tzimas 3' - Voilis 14' - Emmanouilidis 45', 86' | Reporte   |           | Árbitro(s): Keith Kennedy                   | Árbitro(s): Keith Kennedy |

| 14 de noviembre de 2018, 13:30 | Rumania              | 1:1 (1:0) | Bulgaria      | Estadio Hadzhi Dimitar, Sliven, Bulgaria |                        |
|                                | - Mihăilă 16' (pen.) | Reporte   | - 90+8' Mitko | Árbitro(s): Fedayi San                   | Árbitro(s): Fedayi San |

| 17 de noviembre de 2018, 13:30 | Grecia                                                                      | 5:3 (2:1) | Rumania                          | Estadio Trace Arena, Stara Zagora, Bulgaria |                           |
|                                | - Ioannidis 20', 46' - Tsaousis 34' (pen.) - Mpotos 74' - Emmanouilidis 84' | Reporte   | - 21', 90+9' Sefer - 78' Petrila | Árbitro(s): Dennis Higler                   | Árbitro(s): Dennis Higler |

| 17 de noviembre de 2018, 13:30 | Bulgaria                                              | 6:0 (5:0) | Gibraltar | Estadio Hadzhi Dimitar, Sliven, Bulgaria |                           |
|                                | - Mitkov 8', 26' - Borukov 12', 20', 22' - Lichev 52' | Reporte   |           | Árbitro(s): Keith Kennedy                | Árbitro(s): Keith Kennedy |

| 20 de noviembre de 2018, 13:30 | Bulgaria | 0:3 (0:0) | Grecia                            | Estadio Hadzhi Dimitar, Sliven, Bulgaria |                           |
|                                |          | Reporte   | - 65', 69', 83' (pen.) Gaitanidis | Árbitro(s): Dennis Higler                | Árbitro(s): Dennis Higler |

| 20 de noviembre de 2018, 13:30 | Gibraltar | 0:8 (0:5) | Rumania                                                                                            | Estadio Trace Arena, Stara Zagora, Bulgaria |                        |
|                                |           | Reporte   | - 4', 22' Sefer - 18' Petrila - 38' Manolache - 45+1' (pen.), 49' (pen.), 56' Mihăilă - 76' Stoica | Árbitro(s): Fedayi San                      | Árbitro(s): Fedayi San |

## Ronda Élite
Se conformaron 7 grupos de 4 equipos cada uno.
Clasifican a la fase final solamente los ganadores de grupo.

## Sorteo
El sorteo para la ronda de élite se llevó a cabo el 6 de diciembre de 2018 en la sede de la UEFA en Nyon, Suiza.

#### Grupo 1
País anfitrión: Rusia
| Equipo     | Pts | PJ | PG | PE | PP | GF | GC | Dif |
| ---------- | --- | -- | -- | -- | -- | -- | -- | --- |
| Irlanda    | 9   | 3  | 3  | 0  | 0  | 10 | 1  | 9   |
| Rumania    | 4   | 3  | 1  | 1  | 1  | 4  | 5  | -1  |
| Rusia      | 2   | 3  | 0  | 2  | 1  | 0  | 2  | -2  |
| Azerbaiyán | 1   | 3  | 0  | 1  | 2  | 1  | 7  | -6  |

| 20 de marzo de 2019, 10:00 | Irlanda                                                     | 5:0     | Rumania | Kuban Stadium, Krasnodar, Rusia                      |                                                      |
|                            | - Afolabi 7', 64' - Smallbone 11', 53' - Petrila 57' (a.g.) | Reporte |         | Árbitro(s): Mads-Kristoffer Kristoffersen, Dinamarca | Árbitro(s): Mads-Kristoffer Kristoffersen, Dinamarca |

| 20 de marzo de 2019, 15:00 | Azerbaiyán | 0:0     | Rusia | FC Krasnodar Academy Stadium, Campo 5, Krasnodar, Rusia |                                     |
|                            |            | Reporte |       | Árbitro(s): Adrien Jaccottet, Suiza                     | Árbitro(s): Adrien Jaccottet, Suiza |

| 23 de marzo de 2019, 10:00 | Irlanda                                 | 3:1     | Azerbaiyán    | Kuban Stadium, Krasnodar, Rusia  |                                  |
|                            | - Wright 41' - Knight 63' - Afolabi 85' | Reporte | - Guliyev 73' | Árbitro(s): Ádám Farkas, Hungría | Árbitro(s): Ádám Farkas, Hungría |

| 23 de marzo de 2019, 15:00 | Rusia | 0:0     | Rumania | FC Krasnodar Academy Stadium, Campo 5, Krasnodar, Rusia |                                                      |
|                            |       | Reporte |         | Árbitro(s): Mads-Kristoffer Kristoffersen, Dinamarca    | Árbitro(s): Mads-Kristoffer Kristoffersen, Dinamarca |

| 26 de marzo de 2019, 15:00 | Rusia | 0:2     | Irlanda                         | FC Krasnodar Academy Stadium, Campo 5, Krasnodar, Rusia |                                  |
|                            |       | Reporte | - McGuinness 45+1' - Reghba 59' | Árbitro(s): Ádám Farkas, Hungría                        | Árbitro(s): Ádám Farkas, Hungría |

| 26 de marzo de 2019, 15:00 | Rumania                                    | 4:0     | Azerbaiyán | Kuban Stadium, Krasnodar, Rusia     |                                     |
|                            | - Mihăilă 7', 20' - Rus 29' - Tirlea 90+3' | Reporte |            | Árbitro(s): Adrien Jaccottet, Suiza | Árbitro(s): Adrien Jaccottet, Suiza |

#### Grupo 2
País anfitrión: Inglaterra
| Equipo          | Pts | PJ | PG | PE | PP | GF | GC | Dif |
| --------------- | --- | -- | -- | -- | -- | -- | -- | --- |
| República Checa | 6   | 3  | 2  | 0  | 1  | 7  | 6  | 1   |
| Grecia          | 4   | 3  | 1  | 1  | 1  | 5  | 6  | -1  |
| Inglaterra      | 4   | 3  | 1  | 1  | 1  | 7  | 5  | 2   |
| Dinamarca       | 2   | 3  | 0  | 2  | 1  | 5  | 7  | -2  |

| 20 de marzo de 2019, 15:00 | Inglaterra                               | 4:1     | República Checa | St George's Park, Campo 4, Burton upon Trent, Inglaterra |                                        |
|                            | - Saka 11', 56' - Guehi 49' - Loader 85' | Reporte | - Selnar 10'    | Árbitro(s): Sascha Stegemann, Alemania                   | Árbitro(s): Sascha Stegemann, Alemania |

| 20 de marzo de 2019, 17:30 | Grecia                                  | 2:2     | Dinamarca           | Loughborough University Stadium, Loughborough, Inglaterra |                                       |
|                            | - Tsaousis 19' (pen.) - Meliopoulos 37' | Reporte | - Kaufmann 60', 72' | Árbitro(s): Ivaylo Stoyanov, Bulgaria                     | Árbitro(s): Ivaylo Stoyanov, Bulgaria |

| 23 de marzo de 2019, 15:00 | Grecia                       | 2:1     | Inglaterra                 | St George's Park, Campo 4, Burton upon Trent, Inglaterra |                                 |
|                            | - Liavas 34' - Diamantis 69' | Reporte | - Gibbs-White 90+1' (pen.) | Árbitro(s): Fran Jović, Croacia                          | Árbitro(s): Fran Jović, Croacia |

| 23 de marzo de 2019, 17:30 | República Checa             | 3:1     | Dinamarca         | Loughborough University Stadium, Loughborough, Inglaterra |                                        |
|                            | - Solil 13' - Šulc 46', 85' | Reporte | - Frederiksen 58' | Árbitro(s): Sascha Stegemann, Alemania                    | Árbitro(s): Sascha Stegemann, Alemania |

| 26 de marzo de 2019, 15:00 | República Checa                                             | 3:1     | Grecia              | Loughborough University Stadium, Loughborough, Inglaterra |                                       |
|                            | - Zlatohlávek 27' - Hezoucky 60' - Heidenreich 90+5' (pen.) | Reporte | - Emmanouilidis 10' | Árbitro(s): Ivaylo Stoyanov, Bulgaria                     | Árbitro(s): Ivaylo Stoyanov, Bulgaria |

| 26 de marzo de 2019, 15:00 | Dinamarca                   | 2:2     | Inglaterra               | St George's Park, Campo 4, Burton upon Trent, Inglaterra |                                 |
|                            | - Madsen 45+2' - Jensen 71' | Reporte | - Poveda 63' - Guehi 73' | Árbitro(s): Fran Jović, Croacia                          | Árbitro(s): Fran Jović, Croacia |

#### Grupo 3
País anfitrión: Croacia
| Equipo   | Pts | PJ | PG | PE | PP | GF | GC | Dif |
| -------- | --- | -- | -- | -- | -- | -- | -- | --- |
| Noruega  | 7   | 3  | 2  | 1  | 0  | 4  | 2  | 2   |
| Alemania | 6   | 3  | 2  | 0  | 1  | 5  | 2  | 3   |
| Croacia  | 3   | 3  | 1  | 0  | 2  | 5  | 5  | 0   |
| Hungría  | 1   | 3  | 0  | 1  | 2  | 0  | 5  | -5  |

| 20 de marzo de 2019, 13:00 | Noruega | 0:0     | Hungría | Stadion Hrvatski vitezovi, Dugopolje, Croacia |                                 |
|                            |         | Reporte |         | Árbitro(s): Karim Abed, Francia               | Árbitro(s): Karim Abed, Francia |

| 20 de marzo de 2019, 15:30 | Alemania                 | 2:1     | Croacia       | Gradski stadion, Sinj, Croacia                |                                               |
|                            | - Arp 41' - Burkardt 90' | Reporte | - Blagaić 57' | Árbitro(s): José Luis Munuera Montero, España | Árbitro(s): José Luis Munuera Montero, España |

| 23 de marzo de 2019, 11:00 | Alemania | 0:1     | Noruega           | Gradski stadion, Sinj, Croacia    |                                   |
|                            |          | Reporte | - Christensen 48' | Árbitro(s): Bojan Pandžić, Suecia | Árbitro(s): Bojan Pandžić, Suecia |

| 23 de marzo de 2019, 17:00 | Hungría | 0:2     | Croacia                  | Stadion Hrvatski vitezovi, Dugopolje, Croacia |                                 |
|                            |         | Reporte | - Šutalo 18' - Marin 47' | Árbitro(s): Karim Abed, Francia               | Árbitro(s): Karim Abed, Francia |

| 26 de marzo de 2019, 14:00 | Hungría | 0:3     | Alemania                           | Stadion Hrvatski vitezovi, Dugopolje, Croacia |                                               |
|                            |         | Reporte | - Yeboah 34', 53' - Herrmann 90+4' | Árbitro(s): José Luis Munuera Montero, España | Árbitro(s): José Luis Munuera Montero, España |

| 26 de marzo de 2019, 14:00 | Croacia                             | 2:3     | Noruega                                 | Gradski stadion, Sinj, Croacia    |                                   |
|                            | - Šutalo 76' - Palaversa 88' (pen.) | Reporte | - Larsen 42', 61' - Vušković 50' (a.g.) | Árbitro(s): Bojan Pandžić, Suecia | Árbitro(s): Bojan Pandžić, Suecia |

#### Grupo 4
País anfitrión: Países Bajos
| Equipo       | Pts | PJ | PG | PE | PP | GF | GC | Dif |
| ------------ | --- | -- | -- | -- | -- | -- | -- | --- |
| España       | 7   | 3  | 2  | 1  | 0  | 7  | 2  | 5   |
| Países Bajos | 6   | 3  | 2  | 0  | 1  | 4  | 2  | 2   |
| Eslovenia    | 4   | 3  | 1  | 1  | 1  | 4  | 3  | 1   |
| Gales        | 0   | 3  | 0  | 0  | 3  | 2  | 10 | -8  |

| 20 de marzo de 2019, 16:30 | España            | 1:1     | Eslovenia      | Sportpark Marsdijk, Assen, Países Bajos |                                   |
|                            | - Ruiz 56' (pen.) | Reporte | - Kregar 90+1' | Árbitro(s): Michael Fabri, Italia       | Árbitro(s): Michael Fabri, Italia |

| 20 de marzo de 2019, 19:00 | Gales        | 1:2     | Países Bajos                                | Sportpark De Boshoek, Hardenberg, Países Bajos |                                                |
|                            | - Norton 90' | Reporte | - Familio-Castillo 26' - Van den Berg 90+2' | Árbitro(s): Irfan Peljto, Bosnia y Herzegovina | Árbitro(s): Irfan Peljto, Bosnia y Herzegovina |

| 23 de marzo de 2019, 13:00 | España                                              | 5:1     | Gales         | Sportpark De Boshoek, Hardenberg, Países Bajos |                                  |
|                            | - Blanco 22' - Moha 27' - Torres 56', 63' - Gil 82' | Reporte | - Cabango 40' | Árbitro(s): Sergei Ivanov, Rusia               | Árbitro(s): Sergei Ivanov, Rusia |

| 23 de marzo de 2019, 16:00 | Países Bajos                                     | 2:0     | Eslovenia | Sportpark Marsdijk, Assen, Países Bajos        |                                                |
|                            | - Geertruida 12' - Familio-Castillo 90+1' (pen.) | Reporte |           | Árbitro(s): Irfan Peljto, Bosnia y Herzegovina | Árbitro(s): Irfan Peljto, Bosnia y Herzegovina |

| 26 de marzo de 2019, 19:00 | Países Bajos | 0:1     | España        | Sportpark De Boshoek, Hardenberg, Países Bajos |                                   |
|                            |              | Reporte | - Marqués 90' | Árbitro(s): Michael Fabri, Italia              | Árbitro(s): Michael Fabri, Italia |

| 26 de marzo de 2019, 19:00 | Eslovenia                            | 3:0     | Gales | Sportpark Marsdijk, Assen, Países Bajos |                                  |
|                            | - Matko 23' (pen.), 55' - Prelec 34' | Reporte |       | Árbitro(s): Sergei Ivanov, Rusia        | Árbitro(s): Sergei Ivanov, Rusia |

#### Grupo 5
País anfitrión: Francia
| Equipo  | Pts | PJ | PG | PE | PP | GF | GC | Dif |
| ------- | --- | -- | -- | -- | -- | -- | -- | --- |
| Francia | 7   | 3  | 2  | 1  | 0  | 6  | 2  | 4   |
| Israel  | 6   | 3  | 2  | 0  | 1  | 4  | 3  | 1   |
| Polonia | 2   | 3  | 0  | 2  | 1  | 0  | 1  | -1  |
| Suiza   | 1   | 3  | 0  | 1  | 2  | 2  | 6  | -4  |

| 20 de marzo de 2019, 15:00 | Francia | 0:0     | Polonia | Stade de la Haye, Ballan-Miré, Francia |                                       |
|                            |         | Reporte |         | Árbitro(s): Alexander Harkam, Austria  | Árbitro(s): Alexander Harkam, Austria |

| 20 de marzo de 2019, 17:00 | Suiza | 0:3     | Israel                          | Complexe Sportif Guy Drut, Saint-Cyr-sur-Loire, Francia |                                        |
|                            |       | Reporte | - Masarwa 47' - Karzev 85', 87' | Árbitro(s): Peter Kralović, Eslovaquia                  | Árbitro(s): Peter Kralović, Eslovaquia |

| 23 de marzo de 2019, 15:00 | Francia                           | 3:2     | Suiza                      | Stade des Péteseilles, Avoine, Francia |                                      |
|                            | - Ndilu 16' - Flips 45' - Abi 83' | Reporte | - Gonzalez 32' - Ndoye 63' | Árbitro(s): Georgios Kominis, Grecia   | Árbitro(s): Georgios Kominis, Grecia |

| 23 de marzo de 2019, 17:00 | Israel         | 1:0     | Polonia | Complexe Sportif Guy Drut, Saint-Cyr-sur-Loire, Francia |                                        |
|                            | - Karzev 90+3' | Reporte |         | Árbitro(s): Peter Kralović, Eslovaquia                  | Árbitro(s): Peter Kralović, Eslovaquia |

| 26 de marzo de 2019, 15:00 | Israel | 0:3     | Francia                             | Stade de la Haye, Ballan-Miré, Francia |                                       |
|                            |        | Reporte | - Adli 12' - Abi 56' - Marcelin 78' | Árbitro(s): Alexander Harkam, Austria  | Árbitro(s): Alexander Harkam, Austria |

| 26 de marzo de 2019, 15:00 | Polonia | 0:0     | Suiza | Stade des Péteseilles, Avoine, Francia |                                      |
|                            |         | Reporte |       | Árbitro(s): Georgios Kominis, Grecia   | Árbitro(s): Georgios Kominis, Grecia |

#### Grupo 6
País anfitrión: Portugal
| Equipo   | Pts | PJ | PG | PE | PP | GF | GC | Dif |
| -------- | --- | -- | -- | -- | -- | -- | -- | --- |
| Portugal | 9   | 3  | 3  | 0  | 0  | 10 | 0  | 10  |
| Escocia  | 6   | 3  | 2  | 0  | 1  | 7  | 5  | 2   |
| Turquía  | 1   | 3  | 0  | 1  | 2  | 3  | 8  | -5  |
| Chipre   | 1   | 3  | 0  | 1  | 2  | 2  | 9  | -7  |

| 20 de marzo de 2019, 15:00 | Turquía                | 1:3     | Escocia                                | Estádio Dr. Machado de Matos, Felgueiras, Portugal |                                      |
|                            | - Houston 45+2' (a.g.) | Reporte | - Rudden 7' - Deas 52' - Burroughs 87' | Árbitro(s): Maurizio Mariani, Italia               | Árbitro(s): Maurizio Mariani, Italia |

| 20 de marzo de 2019, 17:15 | Portugal                    | 3:0     | Chipre | Estádio Cidade de Barcelos, Barcelos, Portugal |                                    |
|                            | - Neto 53', 68' (pen.), 77' | Reporte |        | Árbitro(s): Alan Mario Sant, Malta             | Árbitro(s): Alan Mario Sant, Malta |

| 23 de marzo de 2019, 16:00 | Escocia                                | 4:0     | Chipre | Estádio dos Arcos, Vila do Conde, Portugal |                                    |
|                            | - Rudden 13', 52', 60' - Middleton 30' | Reporte |        | Árbitro(s): Alan Mario Sant, Malta         | Árbitro(s): Alan Mario Sant, Malta |

| 23 de marzo de 2019, 18:00 | Portugal                                    | 3:0     | Turquía | Estádio da Mata Real, Paços de Ferreira, Portugal |                                      |
|                            | - Embaló 67' - Ramos 90' - N. Tavares 90+3' | Reporte |         | Árbitro(s): Antti Munukka, Finlandia              | Árbitro(s): Antti Munukka, Finlandia |

| 26 de marzo de 2019, 17:15 | Escocia | 0:4     | Portugal                                              | Estádio do Bessa, Oporto, Portugal   |                                      |
|                            |         | Reporte | - Mayo 16' (a.g.) - Embaló 21' - Baró 72' - Mário 75' | Árbitro(s): Maurizio Mariani, Italia | Árbitro(s): Maurizio Mariani, Italia |

| 26 de marzo de 2019, 17:15 | Chipre                             | 2:2     | Turquía                     | Estádio Cidade de Barcelos, Barcelos, Portugal |                                      |
|                            | - Panayiotou 14' - Katsantonis 62' | Reporte | - Takır 31' - Aydinel 90+6' | Árbitro(s): Antti Munukka, Finlandia           | Árbitro(s): Antti Munukka, Finlandia |

#### Grupo 7
País anfitrión: Italia
| Equipo  | Pts | PJ | PG | PE | PP | GF | GC | Dif |
| ------- | --- | -- | -- | -- | -- | -- | -- | --- |
| Italia  | 7   | 3  | 2  | 1  | 0  | 7  | 3  | 4   |
| Ucrania | 4   | 3  | 1  | 1  | 1  | 8  | 7  | 1   |
| Bélgica | 4   | 3  | 1  | 1  | 1  | 6  | 7  | -1  |
| Serbia  | 1   | 3  | 0  | 1  | 2  | 2  | 6  | -4  |

| 20 de marzo de 2019, 11:30 | Ucrania                        | 2:2     | Serbia                     | Stadio Comunale di Caldiero, Caldiero, Italia |                                              |
|                            | - Tsitaishvili 23' - Sikan 36' | Reporte | - Vlahović 45', 77' (pen.) | Árbitro(s): Rob Harvey, República de Irlanda  | Árbitro(s): Rob Harvey, República de Irlanda |

| 20 de marzo de 2019, 15:00 | Italia                        | 2:2     | Bélgica                         | Stadio Euganeo, Padua, Italia               |                                             |
|                            | - Esposito 4' - Raspadori 26' | Reporte | - Openda 25' (pen.), 52' (pen.) | Árbitro(s): Petr Ardeleanu, República Checa | Árbitro(s): Petr Ardeleanu, República Checa |

| 23 de marzo de 2019, 11:30 | Serbia | 0:2     | Bélgica                  | Stadio Comunale Opitergium, Oderzo, Italia   |                                              |
|                            |        | Reporte | - Openda 39' (pen.), 61' | Árbitro(s): Rob Harvey, República de Irlanda | Árbitro(s): Rob Harvey, República de Irlanda |

| 23 de marzo de 2019, 15:00 | Italia                                          | 3:1     | Bélgica            | Stadio Comunale di Abano Terme, Abano Terme, Italia |                                  |
|                            | - Salcedo 38' - Riccardi 45+1' - Bettella 90+6' | Reporte | - Tsitaishvili 37' | Árbitro(s): Enea Jorgji, Albania                    | Árbitro(s): Enea Jorgji, Albania |

| 26 de marzo de 2019, 15:00 | Serbia | 0:2     | Italia             | Stadio Euganeo, Padua, Italia               |                                             |
|                            |        | Reporte | - Piccoli 80', 84' | Árbitro(s): Petr Ardeleanu, República Checa | Árbitro(s): Petr Ardeleanu, República Checa |

| 26 de marzo de 2019, 15:00 | Bélgica             | 2:5     | Ucrania                                                                       | Stadio Comunale di Abano Terme, Abano Terme, Italia |                                  |
|                            | - Boussaid 10', 69' | Reporte | - Kholod 19' - Snurnitsyn 54' - Mudryk 88', 90+5' (pen.) - Tsitaishvili 90+2' | Árbitro(s): Enea Jorgji, Albania                    | Árbitro(s): Enea Jorgji, Albania |

## Clasificados a la Ronda final
| Bandera de Armenia | Bandera de Irlanda   | Bandera de República Checa | Bandera de Noruega | Bandera de España | Bandera de Francia | Bandera de Portugal | Bandera de Italia |
| Armenia            | República de Irlanda | República Checa            | Noruega            | España            | Francia            | Portugal            | Italia            |
| Anfitrión          | 1.º Grupo 1          | 1.º Grupo 2                | 1.º Grupo 3        | 1.º Grupo 4       | 1.º Grupo 5        | 1.º Grupo 6         | 1.º Grupo 7       |

## Goleadores
- 6 goles

| - Loïs Openda | - Valentin Mihăilă | - Aljoša Matko |

- 5 goles

| - Eden Karzev - Daishawn Redan | - Dušan Vlahović | - Ferran Torres |

- 4 goles

| - Wilson Isidor - Dimitrios Emmanouilidis - Troy Parrott | - Antonio Sefer - Zak Rudden | - Mykhailo Mudryk - Heorhiy Tsitaishvili |

- 3 goles

| - Kamran Guliyev - Preslav Borukov - Mitko Mitkov - Ante Palaversa - Boško Šutalo | - Bukayo Saka - Charles Abi - Giorgi Guliashvili - Antonis Gaitanidis - Giacomo Raspadori | - Pedro Neto - Jonathan Afolabi - Billy Gilmour - Abel Ruiz |

- 2 goles

| - Othman Boussaid - Tom Reyners - Ajdin Hasić - Antonio Marin - David Heidenreich - Pavel Šulc - Tomáš Zlatohlávek - Victor Jensen - Mikkel Kaufmann - Nicolas Madsen - Marc Guéhi - Danny Loader - Steven Sessegnon - Stephen Walker - Goduine Koyalipou - Zuriko Davitashvili | - John Yeboah - Fotis Ioannidis - Marios Tsaousis - Andri Lucas Guðjohnsen - Bar Arad - Shadi Masarwa - Davide Bettella - Roberto Piccoli - Alessio Riccardi - Lev Skvortsov - Juan Familio-Castillo - Mohamed Mallahi - Erik Botheim - Jørgen Larsen - Umaro Embaló | - William Ferry - Adam Idah - William Smallbone - Claudiu Petrila - Jack Aitchison - Nikola Terzić - Milutin Vidosavljević - Matúš Kmeť - Dávid Strelec - Nik Prelec - Antonio Blanco - Benjamin Mbunga-Kimpioka - Onur Taha Takır - Danylo Sikan - Christian Norton |

- 1 gol

| - Aldin Aganovic - Tobias Anselm - Romano Schmid - Tural Bayramov - Emil Gasimov - Murad Mahmudov - Zahid Mardanov - Pavel Gorbach - Roman Vegerya - Matias Lloci - Thierry Lutonda - Brendan Schoonbaert - Mateo Božić - Emanuil Lichev - Jakov Blagaić - Michele Šego - Andreas Katsantonis - Nikolas Panayiotou - Michal Fukala - Pavel Hezoucky - Vasil Kušej - Ondřej Pachlopník - Jakub Selnar - Patrik Slaměna - Tomáš Solil - Emil Frederiksen - Magnus Kaastrup - Conor Gallagher - Morgan Gibbs-White - Ian Poveda - Hanus Sørensen - Yacine Adli - Maxence Caqueret - Sofiane Diop - Alexis Flips - Jean Marcelin - Bridge Ndilu - Oumar Solet - Tamaz Babunadze - Giorgi Ivaniadze - Levan Kharabadze - Khvicha Kvaratskhelia - Jann-Fiete Arp - Jonathan Burkardt - Charles-Jesaja Herrmann - Apostolos Diamantis - Giorgos Liavas - Dimitrios Meliopoulos - Foivos Mpotos - Panagiotis Tzimas - Alexandros Voilis - Szabolcs Schön - Dominik Szoboszlai | - Norman Timári - Alexander Torvund - Ísak Óli Ólafsson - Brynjolfur Darri Willumsson - Liel Abada - Mohammad Kanaan - Gabriele Corbo - Salvatore Esposito - Manolo Portanova - Eddy Salcedo - Arman Kenessov - Madi Zhakypbayev - Gentrit Limani - Raivis Ķiršs - Kristers Lūsiņš - Dmitrijs Zelenkovs - Fabian Unterrainer - Benas Anisas - Mathias Olesen - Yannick Schaus - Darko Churlinov - Enis Fazlagikj - Marko Gjorgjievski - Aleks Taleski - Marcus Grima - Alexander Satariano - Andrei Conohov - Sergej Grubac - Wouter Burger - Lutsharel Geertruida - Mohammed Ihattaren - Orkun Kökçü - Ole Romenij - Jurriën Timber - Sepp van den Berg - Alfie McCalmont - Caoimhin McConnell - Cameron Palmer - Harry Robinson - Tobias Christensen - Edvard Sandvik Tagseth - Mikael Ugland - Mateusz Bogusz - Jakub Kiwior - Maik Nawrocki - Maciej Żurawski - Romário Baró - João Mário - Gonçalo Ramos - Nuno Tavares - Jason Knight - Mark McGuinness - Ali Reghba | - Tyreik Wright - Antonio Manolache - Andrei Rus - Alexandru Stoica - Alexandru Tirlea - Gamid Agalarov - Pavel Maslov - Vladimir Moskvichyov - Nail Umyarov - Vitali Zhironkin - Diego Moretti - Adedapo Awokoya-Mebude - Jack Burroughs - Robbie Deas - Glenn Middleton - Sebastian Ross - Elliot Watt - Dimitrije Kamenović - Miroslav Gono - Jakub Kadák - Oliver Kregar - Lan Štravs - Tamar Svetlin - Bryan Gil - Sergio Gómez - Iván Jaime - Roberto López - Alejandro Marqués - Moha - Pelayo Morilla - Aiham Ousou - Pavle Vagic - Lorenzo Gonzalez - Kastriot Imeri - Elis Isufi - Yannick Marchand - Dan Ndoye - Noah Okafor - Yunus Akgün - Sahan Akyuz - Emre Aydinel - Berkin Taşkın - Ömer Uzun - Ievgenii Isaienko - Artem Kholod - Rostyslav Liakh - Igor Snurnitsyn - Joe Adams - Sam Bowen - Ben Cabango - Lewis Collins - Neco Williams |

- 1 autogol

| - Brendan Schoonbaert (contra Malta) - Mario Vušković (contra Noruega) - Johannes Kytilä (contra Italia) - Iļja Korotkovs (contra Chipre) | - Ernestas Mockus (contra Bélgica) - Marcin Grabowski (contra Serbia) - Claudiu Petrila (contra Irlanda) - Diego Moretti (contra Suecia) | - Jordan Houston (contra Turquía) - Lewis Mayo (contra Portugal) - Vanja Zvekanov (contra Polonia) - Brandon Cooper (contra Escocia) |